# 新潟県道17号新潟村松三川線

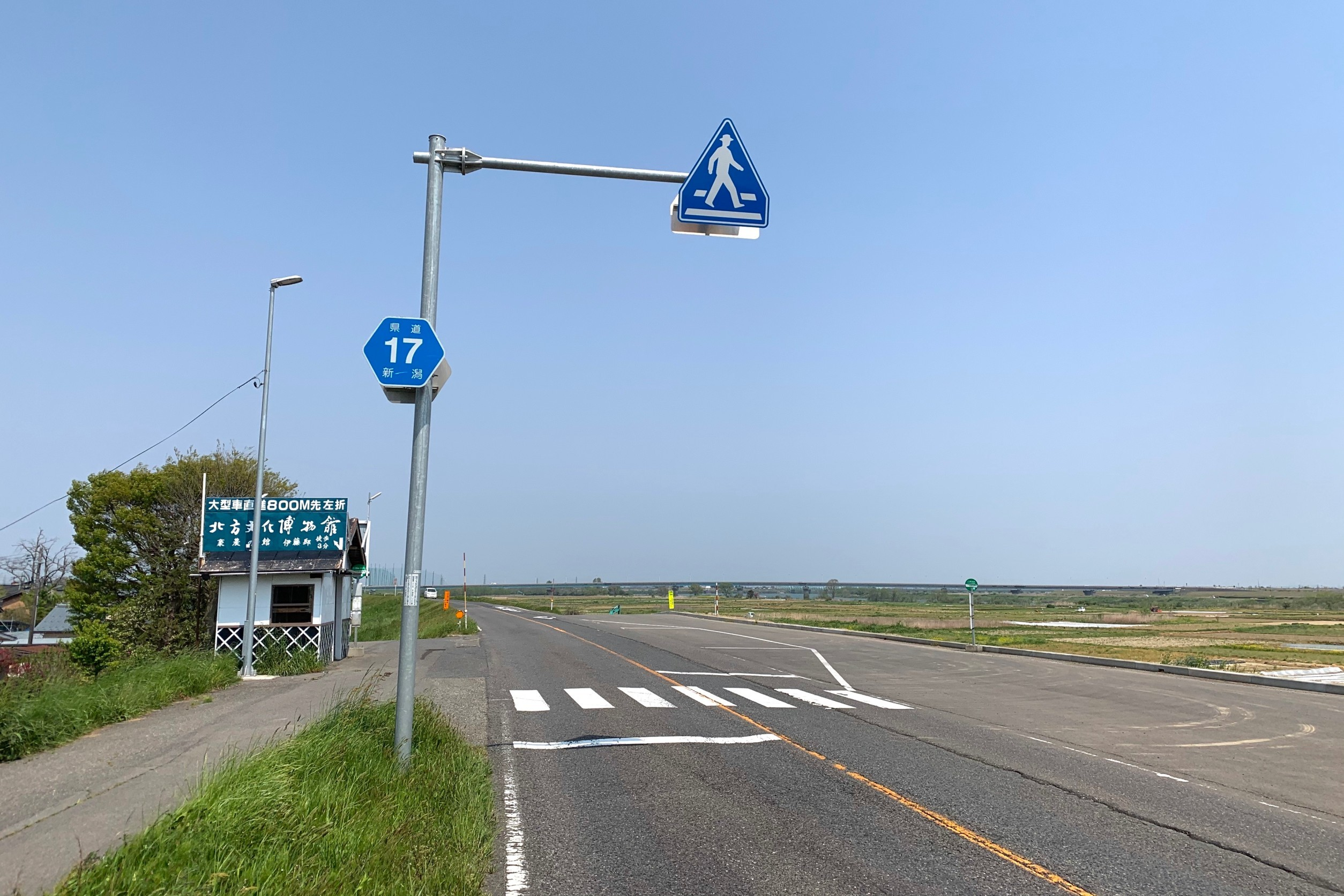
新潟市江南区沢海付近
阿賀野川左岸の堤防上を走る。

新潟県道17号新潟村松三川線（にいがたけんどう17ごう にいがたむらまつみかわせん）は、新潟県新潟市北区から東蒲原郡阿賀町に至る県道（主要地方道）である。

## 概要
松浜橋を含む新潟市北区神谷内北交差点から同市東区下山交差点は旧国道113号の区間。そこから津島屋八丁目交差点までは国道113号と重複し、南進しつつ7号と新新バイパス・一日市ICで交差、中興野交差点で新潟市街中心部からやってきた県道3号と合流し、一日市の泰平橋西詰交差点で阿賀野川左岸堤防に乗る。かつては下山の松浜橋西詰交差点から同交差点までが県道17号であったが、国道113号の指定再編で現在のルートとなった。
泰平橋西詰交差点から五泉市までの区間は、阿賀野川と支流の早出川の左岸側堤防上を走破する。国道4路線（国道113号・国道49号・国道460号）や県道など（うち国道460号とは磐越自動車道・新津IC近くで交差）、市近郊の幹線道路と接続している他、国道49号木津ICを用いることで新潟市中心部から五泉市方面への最短ルートが確立されている。このルートは、高規格のバイパスと郊外の堤防上を走るという特性から直接接続する道路や信号機が少なく、なおかつ新津の市街地を避けて五泉の市街地近くまで行くことができる。なお、中興野交差点以北の区間については、新潟県道16号新潟亀田内野線と共に新潟空港へのアクセス道路として整備が進められ、上記のように一部は国道113号及び本道に組み込まれた。
五泉市内に入ると、Y字路の下条交差点（右写真の手前側にある）で新潟県道7号新津村松線と合流し、五泉市の中心街を通り抜け、村松市街地に入る。下町丁字路で国道290号と合流し、村松公園入口交差点で南東に進路を変え、早出川の上流部に沿って走行。田川内丁字路から高石地区を越えた先から阿賀町谷沢までの間は林道区間「葡萄平線（ぶどうだいらせん）」となる。沼越峠付近で市町境を越え、五十島地区南部でJR五十島駅方面へ抜ける町道と接続し、さらに東へと続く林道区間を抜けると、磐越道・三川IC方面へ向かう新潟県道587号三川インター線と接続。谷沢大橋で阿賀野川を渡り、国道49号と揚川トンネル西側で接続する。なお、揚川トンネルは揚川改良の完成で閉鎖されている。

### 路線データ
- 実延長：53.8337km（2006年4月1日現在）[4]
- 起点：新潟市北区神谷内（国道113号交点）
- 終点：東蒲原郡阿賀町黒岩（国道49号交点）

## 歴史
- 1993年（平成5年）5月11日 - 建設省から、県道新潟五泉安田線の一部・県道新潟亀田内野線の一部・県道沢海荻島線の一部・県道新津村松線の一部・県道三川村松線が新潟村松三川線として主要地方道に指定される[5]。

## 路線状況

### バイパス

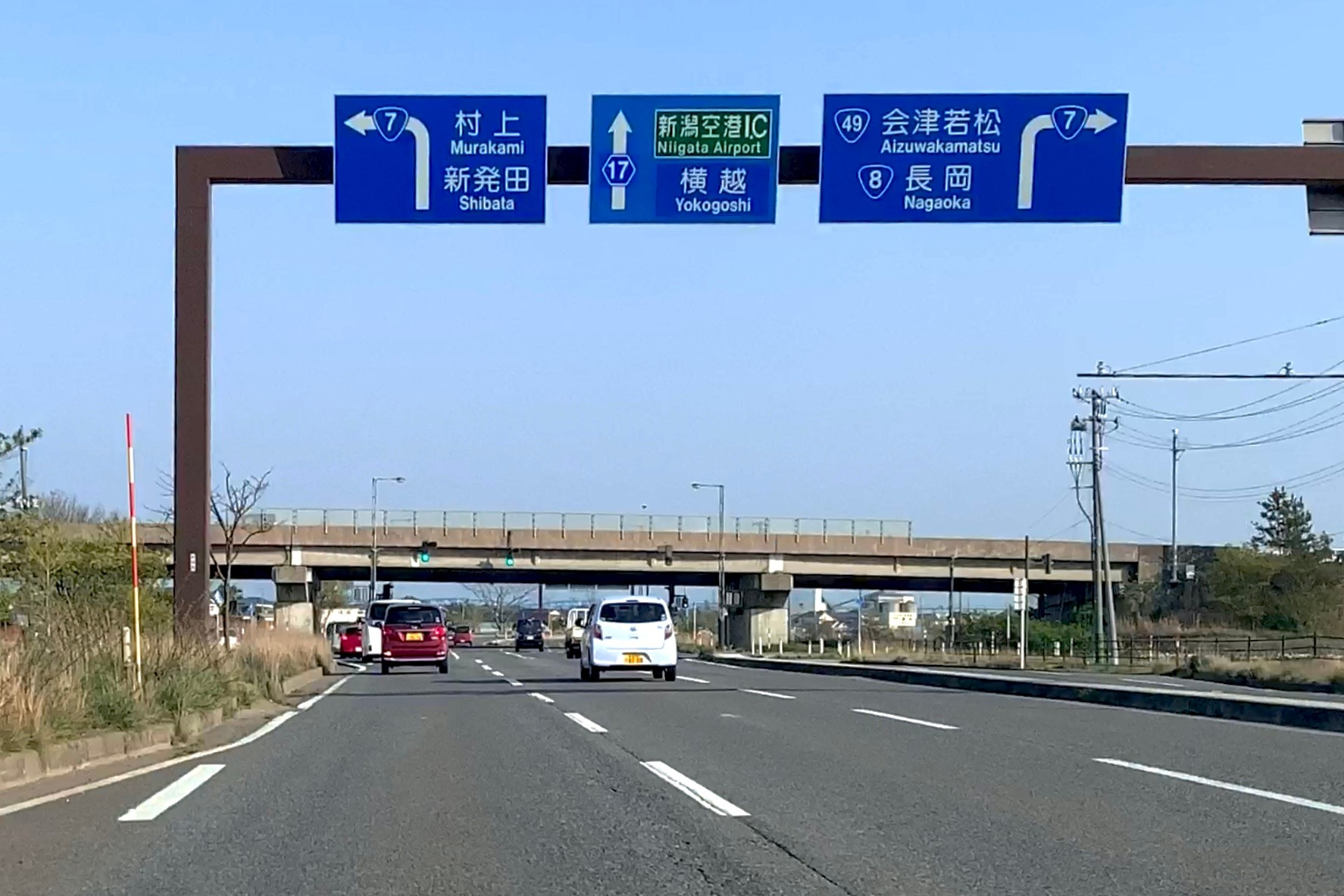
新潟空港アクセス道路・新新バイパス 一日市IC（新潟市東区）

- 新潟空港アクセス道路（新潟市（下山 - 津島屋七丁目 - ）一日市（ - 中興野 - 江口））

### 通称

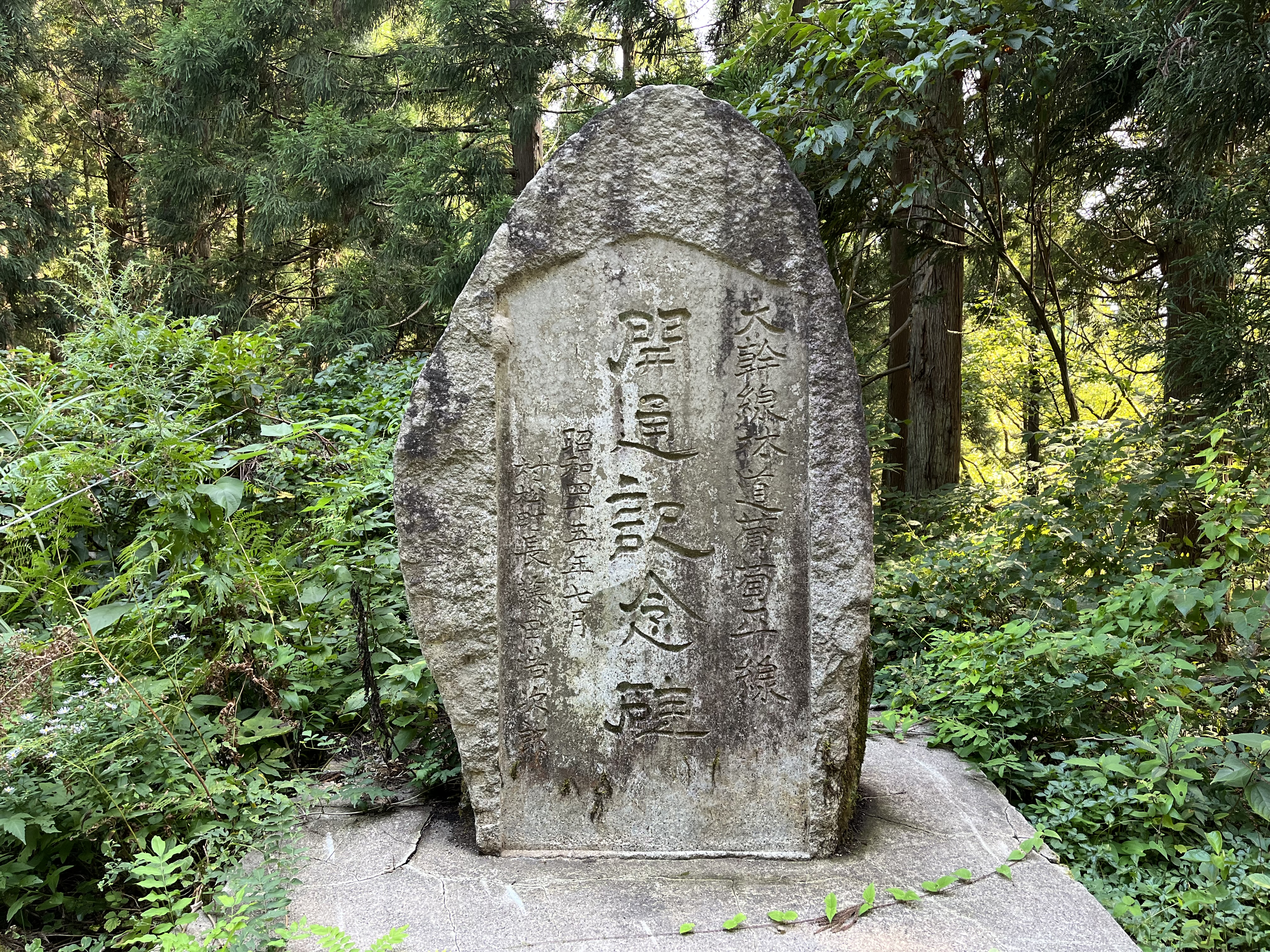
林道葡萄平線開通記念碑
(昭和45年7月)

- 林道葡萄平線（五泉市田川内 - 阿賀町谷沢）[要出典]
  - 田川内丁字路から北東に向かい、高石地区の集落を抜けた先から阿賀町谷沢までの単車線の林道区間。1970年（昭和45年）に全通し、道幅は大型乗用車1台分強と非常に狭隘なため、行き違いできるよう、各所に路側帯が設置されている。

### 重複区間
- 国道113号、国道345号（新潟市東区、下山交差点 - 津島屋八丁目交差点）
- 新潟県道3号新潟新発田村上線（新潟市東区、中興野交差点 - 泰平橋交差点）
- 新潟県道46号新潟中央環状線（新潟市江南区、小杉・大阿賀橋西詰交差点 - 新潟市秋葉区、満願寺交差点）
- 新潟県道7号新津村松線（五泉市、下条交差点 - 村松下町交差点）
- 新潟県道55号新潟五泉間瀬線（五泉市、本町三交差点 - 本町一交差点）
- 国道290号（五泉市、村松下町交差点 - 学校町三丁目・公園入口交差点）

### 道路施設
谷沢大橋
谷沢大橋（やざわおおばし）は、新潟県東蒲原郡阿賀町の阿賀野川に架かる橋。
- 形式 - 4径間連続箱桁橋
- 橋長 - 308.3 m
  - 最大支間長 - 77.0 m

- 幅員 - 10.0 m
  - 車道 - 7.50 m
  - 歩道 - 片側2.50 m

- 床版 - 鉄筋コンクリート
- 施工 - 川崎重工業・東京鐵骨橋梁・トピー工業・三菱重工業
- 架設工法 - 手延べ送出し工法
- 竣工 - 1995年度（平成7年度）

## 地理

### 通過する自治体
- 新潟市（北区 - 東区 - 江南区 - 秋葉区）
- 五泉市
- 東蒲原郡阿賀町

### 交差する道路
新潟市北区

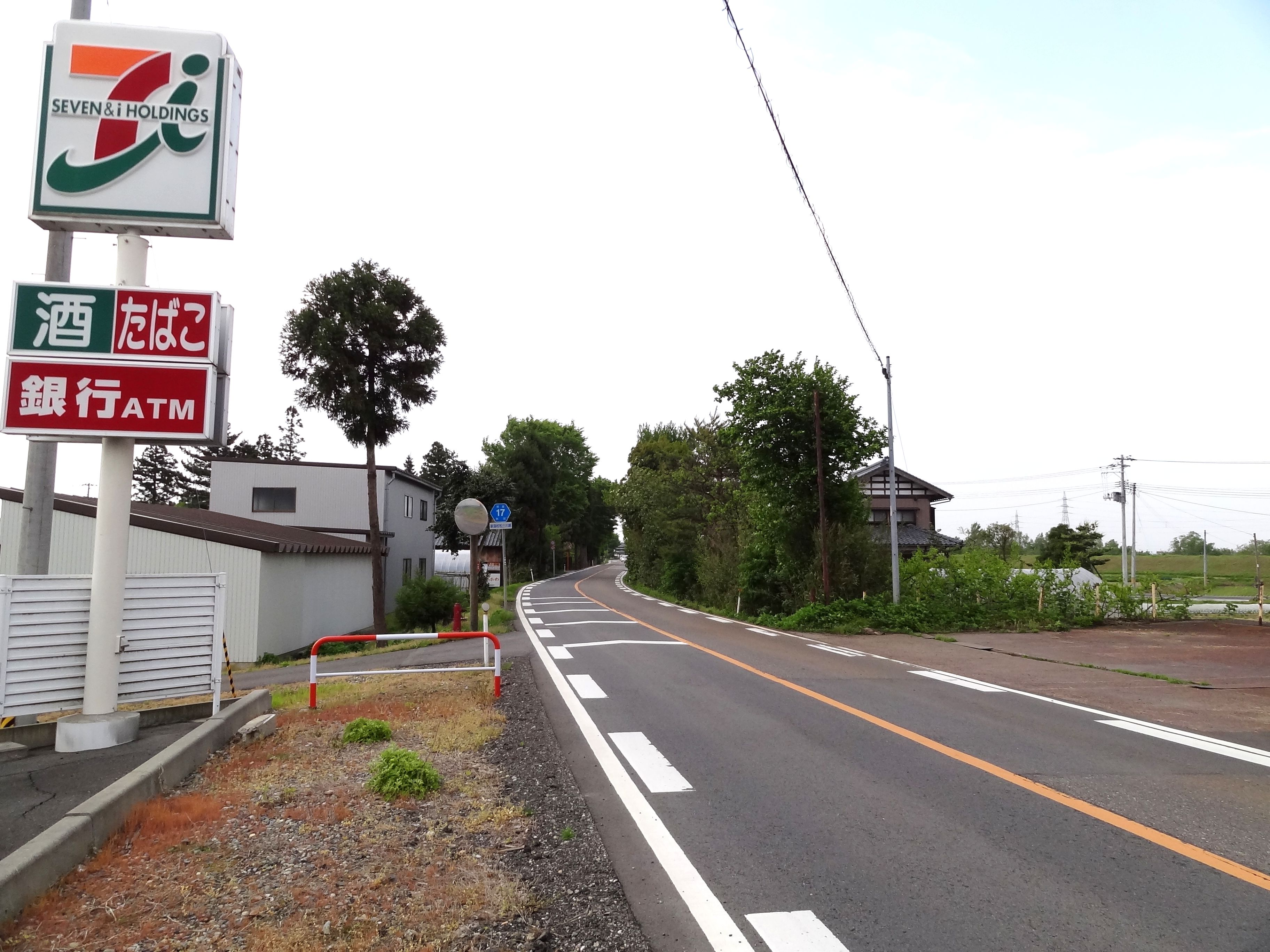
五泉市船越付近

- 新潟県道398号島見濁川線（松浜町交差点）

新潟市東区
- 国道113号 新潟飛行場道路（下山交差点）
※この間、国道113号重複区間
- 国道113号（津島屋八丁目交差点）
- 国道7号 新新バイパス（一日市IC）
- 新潟県道3号新潟新発田村上線<旧7号>（中興野交差点）
- 新潟県道16号新潟亀田内野線（同）
※この間、県道3号重複区間
- 新潟県道3号新潟新発田村上線（一日市交差点）

新潟市江南区
- 新潟県道46号新潟中央環状線（小杉・大阿賀橋西詰交差点）
- 新潟県道586号水原亀田線（横雲橋西詰交差点）
- 国道49号 横雲バイパス（木津IC）
- 新潟県道247号沢海酒屋線（満願寺閘門北詰）

新潟市秋葉区
- 新潟県道46号新潟中央環状線（満願寺交差点）
- 国道460号（中新田・阿賀浦橋西詰交差点）

五泉市
- 新潟県道7号新津村松線（下条交差点）
※これより県道7号重複区間
- 新潟県道188号五泉安田線（三本木交差点）
- 新潟県道469号北五泉停車場線（北五泉駅入口交差点）
- 新潟県道41号白根安田線（本町三丁目交差点）
- 新潟県道55号新潟五泉間瀬線・新潟県道436号猿和田五泉線（本町一丁目交差点）
- 新潟県道133号五泉停車場線（五泉駅入口交差点）
- 新潟県道231号新関橋田村松線（本田屋交差点）
- 国道290号（村松下町交差点）
※ここまで県道7号重複区間
- 国道290号（学校町三丁目・公園入口交差点）
- 新潟県道435号矢津猿和田停車場線（矢津交差点）
- 新潟県道564号小面谷笹目線（田川内交差点）

阿賀町
- 新潟県道587号三川インター線（谷沢交差点）
- 国道49号（新潟県道14号新発田津川線重複）（揚川発電所横・揚川トンネル西詰）